# Diretrizes de Acessibilidade para o Conteúdo da Web
As Diretrizes de Acessibilidade ao Conteúdo da Web (WCAG) fazem parte de uma série de diretrizes de acessibilidade da web publicadas pela Web Accessibility Initiative (WAI) do World Wide Web Consortium (W3C), a principal organização internacional de padrões para a Internet. Elas são um conjunto de recomendações para tornar o conteúdo da Web mais acessível, principalmente para pessoas com deficiência, mas também para todos os agentes de usuário, incluindo dispositivos altamente limitados, como telefones celulares. A WCAG 2.0 foi publicada em dezembro de 2008 e se tornou um padrão ISO, ISO/IEC 40500:2012 em outubro de 2012. WCAG 2.2 tornou-se uma Recomendação W3C em 5 de outubro de 2023.

## WCAG 1.0
As WCAG 1.0 foram publicadas e tornaram-se uma recomendação do W3C em 5 de maio de 1999. Elas foram supercedidas pelas WCAG 2.0.
As WCAG 1.0 possuem três níveis de prioridade:
- Prioridade 1: Os desenvolvedores web precisam satisfazer estes requerimentos, caso contrário será impossível para um ou mais grupos acessar o conteúdo web. A conformidade com este nível é descrita como A.
- Prioridade 2: Os desenvolvedores web deveriam satisfazer estes requerimentos, caso contrário alguns grupos terão dificuldade em acessar o conteúdo web. A conformidade com este nível é descrita como AA ou A duplo.
- Prioridade 3: Os desenvolvedores web podem satisfazer estes requerimentos, de modo que fique mais fácil para alguns grupos acessarem o conteúdo web. A conformidade com este nível é descrita como AAA ou A triplo.

### WCAG Samurai
Em fevereiro de 2008, o WCAG Samurai, um grupo de desenvolvedores independente do W3C, e liderado por Joe Clark, publicou correções e extensões às WCAG 1.0.

## WCAG 2.0
As WCAG 2.0 foram publicadas como uma recomendação da da W3C em 11 de dezembro de 2008. O longo processo de consulta anterior a isso encorajou a participação na edição (e resposta a centenas de comentários) pelo grupo de trabalho, sendo que a diversidade foi garantida devido à inclusão de especialistas em acessibilidade e membros da comunidade com deficiência.
A iniciativa de acessibilidade web também está trabalhando em orientações para migrar de WCAG 1.0 para WCAG 2.0. Já está disponível uma comparação dos pontos de verificação das WCAG 1.0 com os critérios de sucesso da WCAG 2.0.